# Gonatocerus trialbifuniculatus
Gonatocerus trialbifuniculatus är en stekelart som beskrevs av Subba Rao 1989. Gonatocerus trialbifuniculatus ingår i släktet Gonatocerus och familjen dvärgsteklar. Inga underarter finns listade i Catalogue of Life.